# Dávid
A Dávid héber eredetű férfinév, jelentése bizonytalan, esetleg kedvelt, szeretett, ill. apai részről testvér, esetleg uralkodó, más vélemény szerint egyesítő. Istenszerető jelentése is elterjedt. Ez utóbbi főleg Dávid zsidó királyhoz köthető. 

## Rokon nevek
- Dakó:[1] régi magyar személynév, valószínűleg a Dávid régi becéző formája.[2]
- Dókus:[1] a Dávid és a Domokos régi magyar beceneve.[4]
- Dózsa:[1] a Dávid régi magyar beceneve.[5]
- Davit, másként Dawit: a név etióp változata. Ge'ez írással: ዳዊት.[6]

## Gyakorisága
A Dávid nevet a Magyar Királyságban a középkorban szinte egyáltalán nem használták, 1967-ben is csak heten kapták ezt a nevet, viszont az 1980-as években már a 22. leggyakoribb férfinév volt. 
Az 1980-as–1990-es években a Dávid igen gyakorivá vált, a Dakó, Dókus és Dózsa szórványos név volt, a 2000-es évek elején a Dávid a 3–6. leggyakoribb férfinév volt, a többi nem szerepelt az első százban.

## Névnapok
Dávid, Dakó, Dókus, Dózsa
- március 1.[2]
- június 26.[2]
- december 29.[2]
- december 30.[2]

## Híres névviselők
- „Dávid” utónevű személyek szócikkeinek listája a Wikidata alapján
- „David” utónevű személyek szócikkeinek listája a Wikidata alapján
- „Dózsa” utónevű személyek szócikkeinek listája a Wikidata alapján

### Kitalált személyek
- Copperfield Dávid, Charles Dickens regényhőse

## Szólások, hiedelmek
- a teleholdban Dávid király hegedül: népi hiedelem[3]
- Szent Dávid száradó kapcája: népi hiedelem, mely szerint a telehold foltjait hívják így[3]
- Elhegedülte azt már Szent Dávid: szólás egy olyan dologról, aminek a megvalósulásáról már lemondtak[3]
- Elhegedülték rajta Szent Dávid nótáját: mondják egy olyan emberre, akit nagyon elvertek[3]
- Szent Dávidné éneke: az egyházi énekkel szemben a világi dalokat hívták így, erre utal a Dávidné zsoltára(i) és a Dávidné dudája kifejezés is, de így hívták a régi kollégiumi diákirodalomban a tréfás énekeket tartalmazó köteteket.[3]
- Két részt húzott, mint Dávid a nyúlból: mondták annak, aki valamiből nem egy, hanem két részt kapott[3]
- Hogy is szóljak Szent Dáviddal?: így szólnak rá arra, aki elkáromkodja magát[3]

## A népnyelvben
- dávid a kékes színű, gömbölyű szemű szőlőfajta neve[3]
- dávidfüttynek hívják a Tolna vármegyei Döbröközben a felesleges és nevetséges erőlködést.[3]